# Everybody Knows (Trisha Yearwood)
Everybody Knows è il sesto album in studio della cantante statunitense Trisha Yearwood, pubblicato nel 1996.

## Tracce
1. I Want to Live Again (Tom Shapiro, George Teren) – 3:05
2. It's Alright (Gary Nicholson, Jamie O'Hara) – 3:13
3. Believe Me Baby (I Lied) (Larry Gottlieb, Kim Richey) – 3:42
4. I Need You (Jess Brown, Wendell Mobley) – 3:42
5. Little Hercules (Craig Carothers) – 4:49
6. Under the Rainbow (Matraca Berg, Randy Scruggs) – 4:15
7. Everybody Knows (Berg, Gary Harrison) – 3:14
8. Hello, I'm Gone (Kevin Welch) – 3:42
9. Maybe It's Love (Beth Nielsen Chapman, Annie Roboff) – 5:01
10. A Lover Is Forever (Steve Goodman, J. Fred Knobloch) – 3:44